# لوباو-تسیتاو
لوباو-تسیتاو (به آلمانی: Landkreis Löbau-Zittau) یک ناحیه در آلمان است که در زاکسن واقع شده‌است. لوباو-تسیتاو ۱۵۲٬۳۰۴ نفر جمعیت دارد.